# Lotaustralin

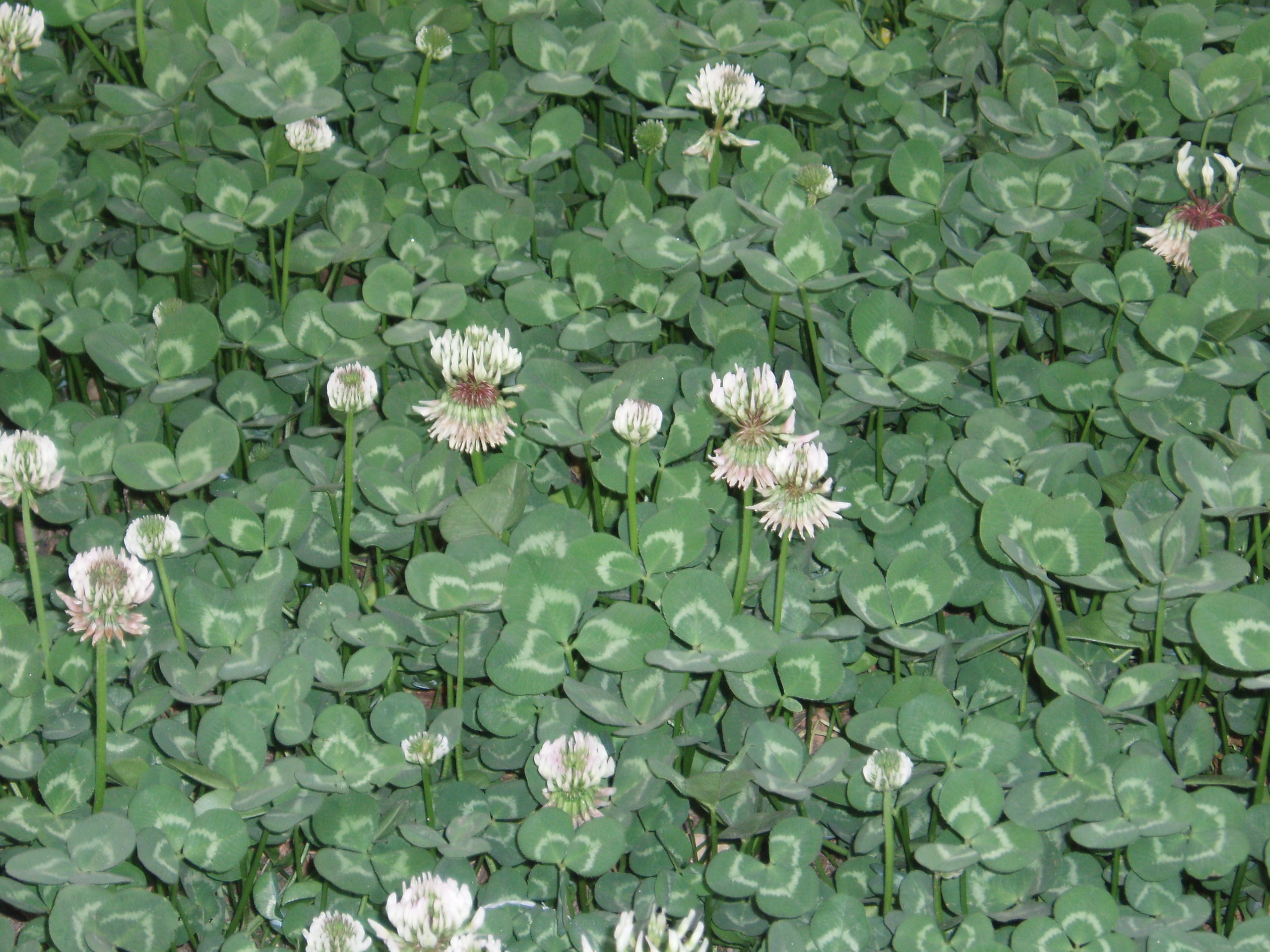
Weiß-Klee
(Trifolium repens)

Lotaustralin ist ein cyanogenes Glycosid, welches in geringer Menge in der namensgebenden Leguminose Lotus australis, in Maniok (Manihot esculenta), in der Limabohne (Phaseolus lunatus), der Rosenwurz (Rhodiola rosea), Weiß-Klee (Trifolium repens) und anderen Pflanzen gefunden wurde.

Struktur des (S)-Epimers Epilotaustralin.

Das Epimer (S)-Epilotaustralin kommt vorwiegend in Passionsblumen und dem Zweikorn Triticum dicoccum vor.
Lotaustralin besitzt als Aglycon das Butanoncyanhydrin, als Zuckereinheit die β-D-Glucose und ist somit strukturell verwandt mit Linamarin, das Acetoncyanhydrin als Aglycon trägt. Die beiden Glycoside unterscheiden sich lediglich durch das jeweilige Aglycon, das sich vom Aceton (Linamarin) bzw. dem Butanon (Lotaustralin) ableitet. In vielen Pflanzen werden auch beide Homologe sowie das Epimere Epilotaustralin gefunden, da die Enzyme der Biosynthese der drei Stoffe dieselben sind. Diese können sowohl Isoleucin zu Lotaustralin oder Epilotaustralin, als auch Valin zu Linamarin umsetzen.
Das Enzym Linamarase kann beide Glycoside spalten, wobei die sehr giftige Blausäure entsteht; deshalb zählt Lotaustralin zu den Cyanogenen Glycosiden. Die Toxizität von Linamarin, Lotaustralin und Epilotaustralin liegen auf ähnlichem Niveau.